# Курыктор
Курыктор (также Курык-Тор) — озеро на северо-западе Сургутского района Ханты-Мансийского автономного округа (Тюменская область), расположенное в 36 км к северо-западу от города Лянтор, в междуречье рек Пим и Лямин, в 9 км южнее озера Инкилор. 
Этимология озера восходит к языку хантов и переводится как Утиное озеро: курэк — шилохвост (утка) + тор — сор, большое озеро.
Имеет округлую форму с выдающимся заливом на севере. Длина озера составляет около 7,8 километра, ширина достигает 5,2 километра в центральной части. Площадь поверхности — 26,9 км². Расположено на высоте 60 метров над уровнем моря. Максимальная глубина 2,4 м при средней глубине 1,3 м.
Озеро находится в труднодоступной местности, берега сильно заболочены. Острова отсутствуют. Ручьями и протоками соединяется с некоторыми из большого числа окружающих озёр меньшего размера. Имеет сток в реку Лямин.